# Мирайф
Мирайф — созданный в 1998 году джазовый коллектив, основатели: российский композитор, пианист, аранжировщик — Армен Мерабов и певица — Мариам Мерабова.

## История коллектива
Мирайф (Miraif) создан в 1998 году композитором, пианистом и аранжировщиком Арменом Мерабовым и певицей Мариам Мерабовой. Первоначально он был организован как ансамбль «мейнстримовского» направления, однако впоследствии коллектив стал охватывать всё больше различных джазовых стилей: от джаза и блюза до фанка и фьюжн-музыки.
Мирайф один из самых востребованных джазовых коллективов России на сегодняшний день.
В 1999 году по приглашению Народного артиста России, члена Союза Композиторов — Юрия Саульского коллектив дал концерт в Доме Композиторов в рамках программы «Молодые таланты России». Мирайф были представлены, как новый и перспективный джазовый проект.
В 2000 году группу пригласили принять участие в прямом эфире на телеканале «Дарьял-ТВ» в передаче «Ночной VJ». Ведущий — Кирилл Кальян.
31 мая 2000 года в казино «Империя» с успехом прошла презентация диска «The Bridge». (Поздравить группу и принять участие в концерте пришли друзья: Мурат Насыров, Сергей Воронов и «CrossroadZ», Темо, Паскаль, Алекс и «Алекс-Шоу», Сона, Мисс Араксия, Гия Дзагнидзе и «Modern Blues Band». Сценографией презентации альбома занималась студия Эмиля Карата..
В 2001 году «Мирайф» приняли участие в концерте, посвященном вручению «Российской Интел Интернет премии» во МХАТе им. Горького. Мариам выступила в дуэте с Петром Подгородецким. Так же в этом году, на втором канале Берлинского телевидения, в рамках культурного обмена между нашими странами, прошла часовая передача о группе «Мирайф»..
В 2002 году коллектив принял участие в марафон-концерте на телеканале «Дарьял-ТВ» в честь двухлетия программы «Ночной VJ».
29 мая 2002 года вышел эфир передачи «Кухня» на ТВЦ, в котором коллектив исполнил песню «Through The Test Of Time» (из репертуара Патти Остин). Ведущий — Валерий Марьянов.
В 2004 году Мариам и «Мирайф» записывают следующий альбом «Intelligent Music». Музыкальным продюсером и автором большинства композиций выступил Армен Мерабов.
В 2005 году прошёл часовой радиомост с Нью-Йорком, в прямом эфире, группы «MIRAIF» и Мариам — в передаче Олега Фриша «Музыкальная афиша от Олега Фриша». По словам ведущего, передача была, судя по количеству звонков, не просто успешной, а феноменальной. В своё время, в передаче принимали участие Би Би Кинг, Бренда Ли, Има Сумак, Чака Хан, Джон Кандер — автор мюзиклов «Чикаго», «Кабаре», «Нью-Йорк, Нью-Йорк».
В марте 2006 года музыкальный критик Якоб Ричардсон (Jacob Richardson) опубликовал рецензию на альбом «Intelligent Music» на американском Музыкальном портале «Evolution Of Media». Композиция «Lover Man» была признана одной из лучших, и целую неделю была на первом месте.

## Состав
- Армен Мерабов — клавишные (умер 15 августа 2019 года [5])
- Мариам Мерабова — вокал
- Денис Прушинский — саксофон, флейта
- Олег Шунцов — ударные
- Пётр Ившин — ударные
- Сергей Остроумов — ударные
- Антон Горбунов — бас-гитара
- Александр Бакунин — бас-гитара
- Леонид Бирзович — гитара

### Бывшие участники
- Константин Бабаян — ударные (эмигрировал в США)
- Антон Давидянц — бас-гитара (эмигрировал в Китай)
- Дмитрий Севастьянов — ударные (умер 15 августа 2017 года после продолжительной болезни[6])

## Дискография
- 2000 — «The bridge» («Богема Мьюзик»)

1. Summertime
2. Route 66
3. There Will Never Be Another You
4. I Want To Go Home
5. Once I Loved
6. Blue Seven
7. All of Me
8. Blues for Mama
9. How Do You Keep The Music Play

- 2004 — «Intelligent Music» («Intelligent Enterprise»)

1. Lover Man (George Gershwin)
2. My Funny Valentine (Richard Rogers)
3. Mad About The Boy (George Gershwin)
4. The Daddy Has Come (Armen Merabov)
5. Cry Me Rever (Arthur Hamilton)
6. So Easy (Armen Merabov)
7. Din-di (Antonio Carlos Jobim)

## Фестивали
| Год  | Название Фестиваля                                                                                           | Город                      |
| 2001 | Концерт-фестиваль джазовой музыки «ADLIBITUM»                                                                | Москва                     |
| 2005 | V Международный фестиваль «Триумф Джаза»                                                                     | Москва                     |
| 2006 | I Московский международный фестиваль «CITY JAZZ»                                                             | Москва                     |
| 2006 | III Международный джаз фестиваль «Ереван-2006»                                                               | Ереван                     |
| 2007 | Джаз фестиваль «Усадьба Jazz»                                                                                | Красногорск, Архангельское |
| 2007 | IV Международный джазовый фестиваль во Владивостоке                                                          | Владивосток                |
| 2011 | Международный фестиваль «Varlamov — jazz»                                                                    | Ульяновск                  |
| 2011 | Фестиваль Армянского Джаза                                                                                   | Москва                     |
| 2011 | VI Международный джазовый фестиваль «Архангельск Блюз»                                                       | Архангельск                |
| 2012 | Jazz Parking Festival в GIPSY                                                                                | Москва                     |
| 2013 | Jazz Parking Festival в GIPSY                                                                                | Москва                     |
| 2014 | Фестиваль «Тили Мили Джаз»                                                                                   | Москва                     |
| 2014 | XI Международный джазовый фестиваль «Блюз на веранде»                                                        | Вологда                    |
| 2015 | IX международный фестиваль «Yerevan Jazz Fest»                                                               | Ереван                     |
| 2015 | IX международный фестиваль «Jazz в усадьбе Сандецкого»                                                       | Казань                     |
| 2015 | Джазовый фестиваль «Блюз на веранде»                                                                         | Вологда                    |
| 2015 | Джаз фестиваль «Усадьба Jazz»                                                                                | Санкт-Петербург            |
| 2015 | Джаз фестиваль «Усадьба Jazz»                                                                                | Москва                     |
| 2015 | X международный фестиваль «Jazz в усадьбе Сандецкого»                                                        | Казань                     |
| 2016 | Джаз фестиваль «Усадьба Jazz»                                                                                | Воронеж                    |
| 2016 | Джаз фестиваль «Усадьба Jazz»                                                                                | Екатеринбург               |
| 2016 | Джаз фестиваль «Усадьба Jazz»                                                                                | Сочи                       |
| 2017 | XIV Международный джазовый фестиваль во Владивостоке                                                         | Владивосток                |
| 2017 | II Международный фестиваль «СУХУМ — АҞӘА JAZZ FEST»                                                          | Сухум                      |
| 2017 | VI Международный фестиваль «GG Jazz»                                                                         | Краснодар                  |
| 2017 | Джазовый гала-концерт Международный День Музыки                                                              | Санкт-Петербург            |
| 2017 | Фестиваль «Jazz May Penza»                                                                                   | Пенза                      |
| 2018 | III Международный фестиваль «СУХУМ — АҞӘА JAZZ FEST»                                                         | Сухум                      |
| 2018 | Большой праздничный фестиваль «Цветущий Татарстан»                                                           | Казань                     |
| 2018 | XII Международный фестиваль импровизационной музыки «JAZZ в Кремле»                                          | Казань                     |
| 2018 | I Открытый межрегиональный джазовый фестиваль «Все свои» имени заслуженного деятеля искусств А. В. Варламова | Ульяновск                  |